# 梁宏 (明朝)
梁宏（1407年—？），字士遠，浙江溫州府永嘉縣人，民籍。明朝政治人物。進士出身。

## 生平
浙江鄉試第三十名。宣德八年（1433年）癸丑科會試，殿試登進士第二甲第一名。

## 家族
曾祖父梁祐。祖父梁震。父亲梁安宗。